# 海生芒绵鳚
海生芒绵鳚，為輻鰭魚綱鱸形目绵鳚亞目绵鳚科的其中一種，分布於東南太平洋及西南大西洋間的火地群島海域，屬底棲性魚類，棲息深度130-137公尺，體長可達6.9公分。

## 扩展阅读
維基物種上的相關：海生芒绵鳚